# Ofensiva de Garamba em 2008–2009
A ofensiva de Garamba de 2008–2009 (codinome Operação Lightning Thunder) começou em 14 de dezembro de 2008, quando forças conjuntas de Uganda, da República Democrática do Congo e do Sul do Sudão lançaram um ataque militar falhado  contra o Exército de Resistência do Senhor na região de Garamba, na República Democrática do Congo.

## Antecedentes
Em junho de 2008, depois que o Exército de Resistência do Senhor atacou e matou 23 pessoas no Sul do Sudão, incluindo catorze soldados, um porta-voz militar ugandense afirmou que Uganda, República Democrática do Congo e Sudão lançariam uma ofensiva conjunta contra o Exército de Resistência do Senhor caso seu líder, Joseph Kony, não assumisse o compromisso com as negociações de paz de Juba. Simultaneamente, o ministro da Informação do Sudão do Sul, Gabriel Changson, declarou que "o Exército de Resistência do Senhor iniciou a guerra" e que "o Sul do Sudão não será o lugar onde eles poderão travar esta guerra".  No mesmo mês, diplomatas relataram que o Exército de Resistência do Senhor havia adquirido novas armas e estava recrutando novos soldados à força, acrescentando 1.000 recrutas aos 600 soldados que já possuía.
Uma investida contra o Exército de Resistência do Senhor pelas forças ugandenses no norte de Uganda e através da fronteira no sul do Sudão levou os rebeldes a se deslocarem para o Parque Nacional de Garamba, densamente arborizado, na República Democrática do Congo - e quando atacaram e mataram civis no país, o governo congolês prometeu destruir o grupo. 

## A operação
Em novembro de 2008, o presidente dos Estados Unidos, George W. Bush, assinou pessoalmente a diretiva no Comando dos Estados Unidos para a África para prestar assistência financeira e logística ao governo de Uganda durante a ofensiva.  As forças armadas dos Estados Unidos ajudaram nos estágios de planejamento da operação e também forneceram apoio financeiro e técnico na forma de telefones via satélite e combustível. 
Em 14 de dezembro de 2008, foi divulgado um comunicado anunciando o inicio da operação na capital de Uganda, Kampala, pelos chefes de inteligência das três forças armadas: as Forças Armadas da República Democrática do Congo, as Força de Defesa Popular de Uganda e o Exército Popular de Libertação do Sudão. "As três forças armadas atacaram com sucesso o principal órgão e destruíram o campo central de Joseph Kony, com o codinome Camp Swahili, incendiando-o", afirmou o comunicado.  O governo de Uganda declarou em 21 de dezembro de 2008 que 70% dos campos do Exército de Resistência do Senhor haviam sido destruídos.  No entanto, também foi relatado que esses campos já estavam vazios quando foram atacados.  Em 24 de dezembro de 2008, Uganda declarou que um de seus aviões de combate MiG-21  caiu na República Democrática do Congo como resultado de um acidente "puramente técnico", de acordo com o porta-voz do exército ugandense Paddy Ankunda.
No início de janeiro de 2009, de acordo com uma autoridade congolesa, o Exército de Resistência do Senhor foi derrotado, tendo perdido a maior parte de seu abastecimento alimentar e estava fugindo e muito perto da fronteira da República Centro-Africana, que havia reforçado as tropas fronteiriças.  No entanto, outras informações indicaram que o Exército de Resistência do Senhor havia se dividido em unidades menores  e, em represália à ofensiva, o atacou civis que suspeitavam apoiar a operação, estuprando, mutilando e matando moradores. 

## Retirada de Uganda
Em 15 de março de 2009, Uganda encerrou abruptamente sua participação na ofensiva e começou a retirar suas tropas de Garamba. A retirada, de acordo com o tenente-general Ivan Koreta, vice-chefe das Forças de Defesa, ocorreu devido a um acordo assinado com a República Democrática do Congo. Durante uma cerimônia de entrega em Garamba, o Chefe do Estado Maior da República Democrática do Congo, general Didier Etumba Longila, afirmou que o Congo continuaria caçando o Exército de Resistência do Senhor até que fossem neutralizados, embora uma fonte tenha descrito as unidades do exército congolês alocadas à tarefa como soldados mal treinados e mal pagos que frequentemente atacavam os aldeões que deveriam proteger. O Exército de Resistência do Senhor continuou aterrorizando áreas da República Centro-Africana, República Democrática do Congo e Sudão do Sul. 